# Habitation Mallevault
L'habitation Mallevault, Malevault ou Malevaut est une ancienne plantation coloniale située au Vauclin, dans le département de la Martinique, en France. Les vestiges anciens sont inscrits aux Monuments historiques depuis 2004.

## Historique
L'habitation est une ancienne exploitation sucrière du XVIIIe siècle. Appartenant à des chefs du parti contre-révolutionnaire, elle est mise sous séquestre en 1793.

## Protection patrimoniale
Tous les éléments de la plantation, sauf les ajouts du XXe siècle, ont été inscrit aux Monuments historiques le 26 juillet 2004. Il s'agit des ruines de la purgerie avec sa citerne, du moulin à vent et des ruines du moulin à bêtes.